# Unango

Unango é uma vila da província do Niassa, no norte de Moçambique, sede do distrito de Sanga.
A vila de Unango possui um campus da Universidade Lúrio (UniLúrio), onde funciona a Faculdade de Ciências Agrárias.
É ligada ao restante do território nacional pela rodovia R1211, que lhe dá acesso à Macaloge, ao sul, e; a Machendije, ao extremo norte.